# Automotrici SAF M.51-52
Le automotrici M.51 ÷ 52 erano una coppia di automotrici diesel di costruzione Ganz, che vennero acquisite dalla SAF per l'esercizio della linea Massalombarda-Imola-Fontanelice. Dopo la seconda guerra mondiale, un'unità fu acquistata dalla FSF, che la ricostruì come locomotiva.

## Storia
Le due automotrici furono costruite nel 1929 dalla Ganz di Budapest, come parte della serie BCmot 352 ÷ 413 delle ferrovie ungheresi (MÁV), progettate per i servizi su linee a scarso traffico. Contemporaneamente all'esercizio sulla rete nazionale, la Ganz iniziò a promuovere i propri veicoli presso numerose amministrazioni ferroviarie estere.
Nel 1929 la società italiana SAF, esercente la linea Imola-Fontanelice, si mostrò interessata a provare un complesso di automotrice e rimorchiata; la Ganz scelse l'unità BCmot 409, e la modificò per renderla più rispondente al servizio richiesto, in particolare sostituendo l'originario motore a benzina con un motore diesel Ganz-Jendrassik VI Jk 150.
Dopo le prove in Ungheria, l'automotrice fu provata dalla SAF dall'ottobre 1932 al marzo 1933, ottenendo risultati molto soddisfacenti. L'automotrice fu classificata M.153, e la rimorchiata MR.253.
Nello stesso periodo, anche la MMO noleggiò un complesso analogo per la sua linea Monza-Molteno-Oggiono. L'automotrice, classificata ACD.154 e accoppiata alla rimorchiata AC.254, venne equipaggiata con un motore diesel Ganz-Jendrassik VI JmR 160 e provata dal 1932 al 1933, ottenendo anch'essa ottimi risultati, a cui però non fece seguito l'acquisto, a causa delle gravi difficoltà finanziarie della MMO.
I due complessi vennero pertanto acquistati dalla SAF; la M.153 ottenne un motore analogo a quello della ACD.154, e poco dopo le automotrici ottennero la classificazione definitiva M.51 ÷ 52 (e le rimorchiate 151 ÷ 152).
I due treni presero servizio nell'estate 1933 sulla linea Imola-Fontanelice, prolungata l'anno successivo a Massa Lombarda, relegando le locomotive a vapore alla trazione dei treni merci, almeno fino all'arrivo della locomotiva diesel L.61, di struttura analoga alle automotrici.
Nel 1944 i pesanti eventi bellici avvenuti nella zona portarono all'interruzione della linea, che non venne più riattivata, e alla distruzione dell'automotrice M.51 e della rimorchiata 152. La SAF vendette nel 1946 la rimorchiata 151 al CCFR, che la trasformò in carrozza ordinaria con numerazione R.43; l'automotrice M.52 fu acquistata dalla FSF, che la ricostruì come locomotiva.